# Axel Kwet
Axel Kwet est un herpétologiste allemand né le 5 février 1965 à Esslingen am Neckar.

## Biographie
Il a obtenu son doctorat en biologie à l'Université de Tübingen, en Allemagne, en 2001. Il est un herpétologiste professionnel avec un accent sur la taxonomie et l'écologie des amphibiens et de reptiles néotropicaux, surtout dans le sud du Brésil et l'Uruguay. Depuis 2000, il est employé au musée d'histoire naturelle de Stuttgart.

## Espèces décrites
Il est l'auteur de la découverte de plusieurs espèces d'amphibiens :
- Elachistocleis erythrogaster Kwet & Di-Bernardo, 1998
- Hypsiboas stellae Kwet, 2008
- Leptodactylus araucaria (Kwet & Angulo, 2002)
- Leptodactylus engelsi (Kwet, Steiner & Zillikens, 2009)
- Proceratophrys brauni Kwet & Faivovich, 2001
- Pseudis cardosoi Kwet, 2000
- Trachycephalus dibernardoi Kwet & Solé, 2008